# Manner
Manner ( [ˈmanɐ] ?) er familienavnet for grundlæggeren af den østrigske konfektvirksomhed Josef Manner & COMP. AG.
Manner er endvidere et varemærke for Josef Manner & COMP AG. Deres kendteste produkt er Manner Schnitten, der er en vaffel-snitte med hasselnøddecreme. Virksomheden har fabrikker i Wien, Wolkersdorf i Niederösterreich og Perg i Oberösterreich.

## Historie
Josef Manner drev en lille forretning på Stephansplatz i Wien, hvor han solgte chokolade og erstatningskaffe. Da han ikke var tilfreds med schokoladekvaliteten fra sin leverandør, købte han koncessionen og lokalet fra en lille chokoladefabrikant og grundlagde den 1. marts 1890 "Chocoladenfabrik Josef Manner". Som logo for sit firma anvendte Manner Wiener Stephansdom.
Virksomheden voksede og havde allerede 1897 mere end 100 medarbejdere, og efter århundredeskiftet forsatte han fremgangen gennem modernisering af produktionen.
I dag er "Josef Manner & Comp. AG" et aktieselskab og Østrigs største konfektfabrik. Firmaet Manner har bl.a. varemærkerne Ildefonso (nougatterninger), Napoli (honningkager), Casali (chokobananer), Viktor-Schmidt (Austria-Mozartkugler) og Heller (Praliner, flødeboller).
Ved årtusindeskiftet blev Manner-mærket kendt udenfor Østrig som Product placement i filmen Terminator 3 samt i TV-serien Friends.
Manner har en stor forretning på Stephanzplatz 7, der sælger Manners mange produkter. Endvidere har Manner en forretning i Wiens lufthavn, og der åbnede to forretninger i München i Tyskland i 2007. Manner har en målsætning om at fordoble den nuværende omsætning i Tyskland til 40 mio Euro i 2010, og har som led heri åbnet et datterselskab i Köln i 2006.
Manners samlede omsætning lå i 2006 på 136 mio Euro.

## Original Manner Neapolitaner Schnitten
Original Manner Neapolitaner Schnitten (Manner Schnitten) er Manners mest kendte produkt, der er en vaffel med 4 lag hasselnøddecreme. Det blev første gang produceret i 1898 som "Neapolitaner Schnitte No. 239". Navnet stammer fra, at hasselnødderne til fyldet af sukker, hasselnødder, kokosfedt og kakaopulver, oprindelig kom fra området omkring Napoli. Vaflen havde en størrelse på 47 x 17 x 17 millimeter, fire lag hasselnøddemasse og fem lag vaffel og en vægt på 7,5 gram, hvilket den dag i dag er specifikationerne på Manner Schnitten.
I begyndelsen blev vaflerne solgt stykvis, så de fleste kunne få råd til at købe vaflen. Fra 1924 blev vaflerne tilbudt i den indpakning de mest sælges i i dag med 2 gange 5 rækker vafler i én pakke. Fra 1960 anvendte man den nuværende dobbelt-alufolie-pakke.